# 齐福东
齐福东，湖广石首（今湖北石首）人，是一名明朝政治人物。岁贡出身。
齐福东曾接替于原鲁任嘉定县知县一职，由郑斗杓接任。